# 7837 Mutsumi
7837 Mutsumi è un asteroide della fascia principale. Scoperto nel 1993, presenta un'orbita caratterizzata da un semiasse maggiore pari a 2,6148550 UA e da un'eccentricità di 0,2978420, inclinata di 11,56966° rispetto all'eclittica.